# 2014-es FIA WEC Sanghaji 6 órás verseny

A Shanghai International Circuit

## Időmérő

### Az időmérő végeredménye
A kategóriák legjobbjaik félkövér betűkkel vannak írva.
| Helyezés | Kategória | Rajtszám | Csapat                    | Átlagidő | Rajthely |
| -------- | --------- | -------- | ------------------------- | -------- | -------- |
| 1        | LMP1-H    | No. 14   | Porsche Team              | 1:48.300 | 1        |
| 2        | LMP1-H    | No. 8    | Toyota Racing             | 1:48.300 | 2        |
| 3        | LMP1-H    | No. 20   | Porsche Team              | 1:48.324 | 3        |
| 4        | LMP1-H    | No. 7    | Toyota Racing             | 1:48.534 | 4        |
| 5        | LMP1-H    | No. 1    | Audi Sport Team Joest     | 1:49.454 | 5        |
| 6        | LMP1-H    | No. 2    | Audi Sport Team Joest     | 1:50.072 | 6        |
| 7        | LMP1-L    | No. 12   | Rebellion Racing          | 1:52.431 | 7        |
| 8        | LMP1-L    | No. 13   | Rebellion Racing          | 1:53.314 | 8        |
| 9        | LMP2      | No. 26   | G-Drive Racing            | 1:54.327 | 9        |
| 10       | LMP2      | No. 47   | KCMG                      | 1:55.301 | 10       |
| 11       | LMP2      | No. 37   | SMP Racing                | 1:56.437 | 11       |
| 12       | LMP2      | No. 27   | SMP Racing                | 1:56.539 | 12       |
| 13       | LMP1-L    | No. 9    | Lotus                     | 1:56.770 | 13       |
| 14       | LMP2      | No. 31   | Extreme Speed Motorsports | 1:56.901 | 14       |
| 15       | LMP2      | No. 30   | Extreme Speed Motorsports | 1:56.987 | 15       |
| 16       | LMP2      | No. 35   | OAK Racing                | 1:57.365 | 16       |
| 17       | LMGTE Pro | No. 97   | Aston Martin Racing       | 2:04.342 | 17       |
| 18       | LMGTE Pro | No. 92   | Porsche Team Manthey      | 2:04.444 | 18       |
| 19       | LMGTE Pro | No. 91   | Porsche Team Manthey      | 2:04.599 | 19       |
| 20       | LMGTE Pro | No. 51   | AF Corse                  | 2:04.780 | 20       |
| 21       | LMGTE Pro | No. 71   | AF Corse                  | 2:04.822 | 21       |
| 22       | LMGTE Pro | No. 99   | Aston Martin Racing       | 2:04.847 | 22       |
| 23       | LMGTE Am  | No. 98   | Aston Martin Racing       | 2:05.072 | 23       |
| 24       | LMGTE Am  | No. 75   | Prospeed Competition      | 2:05.150 | 24       |
| 25       | LMGTE Am  | No. 95   | Aston Martin Racing       | 2:05.203 | 25       |
| 26       | LMGTE Am  | No. 90   | 8 Star Motorsports        | 2:05.516 | 26       |
| 27       | LMGTE Am  | No. 88   | Proton Competition        | 2:06.188 | 27       |

## Futam

### A futam végeredménye
A kategóriák győztesei félkövér.
| Helyezés | Kategória | Rajtszám | Csapat                       | Versenyző                                                 | Kasztni                          | Abroncs | Körök |
| Helyezés | Kategória | Rajtszám | Csapat                       | Versenyző                                                 | Motor                            | Abroncs | Körök |
| -------- | --------- | -------- | ---------------------------- | --------------------------------------------------------- | -------------------------------- | ------- | ----- |
| 1        | LMP1-H    | 8        | Toyota Racing                | Anthony Davidson Sébastien Buemi                          | Toyota TS040 Hybrid              | M       | 188   |
| 1        | LMP1-H    | 8        | Toyota Racing                | Anthony Davidson Sébastien Buemi                          | Toyota 3.7 L V8                  | M       | 188   |
| 2        | LMP1-H    | 7        | Toyota Racing                | Alexander Wurz Stéphane Sarrazin Kazuki Nakajima          | Toyota TS040 Hybrid              | M       | 188   |
| 2        | LMP1-H    | 7        | Toyota Racing                | Alexander Wurz Stéphane Sarrazin Kazuki Nakajima          | Toyota 3.7 L V8                  | M       | 188   |
| 3        | LMP1-H    | 14       | Porsche Team                 | Marc Lieb Romain Dumas Neel Jani                          | Porsche 919 Hybrid               | M       | 187   |
| 3        | LMP1-H    | 14       | Porsche Team                 | Marc Lieb Romain Dumas Neel Jani                          | Porsche 2.0 L Turbo V4           | M       | 187   |
| 4        | LMP1-H    | 2        | Audi Sport Team Joest        | André Lotterer Marcel Fässler Benoît Tréluyer             | Audi R18 e-tron quattro          | M       | 187   |
| 4        | LMP1-H    | 2        | Audi Sport Team Joest        | André Lotterer Marcel Fässler Benoît Tréluyer             | Audi TDI 4.0 L Turbo V6 (Diesel) | M       | 187   |
| 5        | LMP1-H    | 1        | Audi Sport Team Joest        | Tom Kristensen Loïc Duval Lucas di Grassi                 | Audi R18 e-tron quattro          | M       | 187   |
| 5        | LMP1-H    | 1        | Audi Sport Team Joest        | Tom Kristensen Loïc Duval Lucas di Grassi                 | Audi TDI 4.0 L Turbo V6 (Diesel) | M       | 187   |
| 6        | LMP1-H    | 20       | Porsche Team                 | Timo Bernhard Brendon Hartley Mark Webber                 | Porsche 919 Hybrid               | M       | 186   |
| 6        | LMP1-H    | 20       | Porsche Team                 | Timo Bernhard Brendon Hartley Mark Webber                 | Porsche 2.0 L Turbo V4           | M       | 186   |
| 7        | LMP1-L    | 12       | Rebellion Racing             | Nicolas Prost Nick Heidfeld Mathias Beche                 | Rebellion R-One                  | M       | 180   |
| 7        | LMP1-L    | 12       | Rebellion Racing             | Nicolas Prost Nick Heidfeld Mathias Beche                 | Toyota RV8KLM 3.4 L V8           | M       | 180   |
| 8        | LMP1-L    | 13       | Rebellion Racing             | Dominik Kraihamer Andrea Belicchi Fabio Leimer            | Rebellion R-One                  | M       | 180   |
| 8        | LMP1-L    | 13       | Rebellion Racing             | Dominik Kraihamer Andrea Belicchi Fabio Leimer            | Toyota RV8KLM 3.4 L V8           | M       | 180   |
| 9        | LMP2      | 26       | G-Drive Racing               | Roman Rusinov Olivier Pla Julien Canal                    | Ligier JS P2                     | D       | 177   |
| 9        | LMP2      | 26       | G-Drive Racing               | Roman Rusinov Olivier Pla Julien Canal                    | Nissan VK45DE 4.5 L V8           | D       | 177   |
| 10       | LMP2      | 30       | Extreme Speed Motorsports    | Scott Sharp Ricardo González Ryan Dalziel                 | HPD ARX-03b                      | D       | 174   |
| 10       | LMP2      | 30       | Extreme Speed Motorsports    | Scott Sharp Ricardo González Ryan Dalziel                 | Honda HR28TT 2.8 L Turbo V6      | D       | 174   |
| 11       | LMP2      | 27       | SMP Racing                   | Sergey Zlobin Maurizio Mediani Nicolas Minassian          | Oreca 03R                        | M       | 174   |
| 11       | LMP2      | 27       | SMP Racing                   | Sergey Zlobin Maurizio Mediani Nicolas Minassian          | Nissan VK45DE 4.5 L V8           | M       | 174   |
| 12       | LMP2      | 37       | SMP Racing                   | Kirill Ladygin Anton Ladygin Viktor Shaitar               | Oreca 03R                        | M       | 174   |
| 12       | LMP2      | 37       | SMP Racing                   | Kirill Ladygin Anton Ladygin Viktor Shaitar               | Nissan VK45DE 4.5 L V8           | M       | 174   |
| 13       | LMP2      | 31       | Extreme Speed Motorsports    | Ed Brown Johannes van Overbeek David Brabham              | HPD ARX-03b                      | D       | 173   |
| 13       | LMP2      | 31       | Extreme Speed Motorsports    | Ed Brown Johannes van Overbeek David Brabham              | Honda HR28TT 2.8 L Turbo V6      | D       | 173   |
| 14       | LMP1-L    | 9        | Lotus                        | Lucas Auer Pierre Kaffer                                  | CLM P1/01                        | M       | 171   |
| 14       | LMP1-L    | 9        | Lotus                        | Lucas Auer Pierre Kaffer                                  | AER P60 Turbo V6                 | M       | 171   |
| 15       | LMP2      | 35       | OAK Racing                   | Mark Patterson David Cheng Ho-Pin Tung                    | Morgan LMP2                      | D       | 167   |
| 15       | LMP2      | 35       | OAK Racing                   | Mark Patterson David Cheng Ho-Pin Tung                    | Judd HK 3.6 L V8                 | D       | 167   |
| 16       | LMGTE Pro | 92       | Porsche Porsche Team Manthey | Patrick Pilet Frédéric Makowiecki                         | Porsche 911 RSR                  | M       | 167   |
| 16       | LMGTE Pro | 92       | Porsche Porsche Team Manthey | Patrick Pilet Frédéric Makowiecki                         | Porsche 4.0 L Flat-6             | M       | 167   |
| 17       | LMGTE Pro | 91       | Porsche Porsche Team Manthey | Jörg Bergmeister Richard Lietz                            | Porsche 911 RSR                  | M       | 167   |
| 17       | LMGTE Pro | 91       | Porsche Porsche Team Manthey | Jörg Bergmeister Richard Lietz                            | Porsche 4.0 L Flat-6             | M       | 167   |
| 18       | LMGTE Pro | 71       | AF Corse                     | Davide Rigon James Calado                                 | Ferrari 458 Italia GT2           | M       | 166   |
| 18       | LMGTE Pro | 71       | AF Corse                     | Davide Rigon James Calado                                 | Ferrari 4.5 L V8                 | M       | 166   |
| 19       | LMGTE Pro | 99       | Aston Martin Racing          | Darryl O'Young Alex MacDowall Fernando Rees               | Aston Martin V8 Vantage GTE      | M       | 166   |
| 19       | LMGTE Pro | 99       | Aston Martin Racing          | Darryl O'Young Alex MacDowall Fernando Rees               | Aston Martin 4.5 L V8            | M       | 166   |
| 20       | LMGTE Am  | 98       | Aston Martin Racing          | Paul Dalla Lana Pedro Lamy Christoffer Nygaard            | Aston Martin V8 Vantage GTE      | M       | 165   |
| 20       | LMGTE Am  | 98       | Aston Martin Racing          | Paul Dalla Lana Pedro Lamy Christoffer Nygaard            | Aston Martin 4.5 L V8            | M       | 165   |
| 21       | LMGTE Am  | 95       | Aston Martin Racing          | David Heinemeier Hansson Kristian Poulsen Richie Stanaway | Aston Martin V8 Vantage GTE      | M       | 165   |
| 21       | LMGTE Am  | 95       | Aston Martin Racing          | David Heinemeier Hansson Kristian Poulsen Richie Stanaway | Aston Martin 4.5 L V8            | M       | 165   |
| 22       | LMGTE Am  | 90       | 8 Star Motorsports           | Matteo Cressoni Paolo Ruberti Gianluca Roda               | Ferrari 458 Italia GT2           | M       | 164   |
| 22       | LMGTE Am  | 90       | 8 Star Motorsports           | Matteo Cressoni Paolo Ruberti Gianluca Roda               | Ferrari 4.5 L V8                 | M       | 164   |
| 23       | LMGTE Am  | 75       | Prospeed Competition         | François Perrodo Matthieu Vaxivière Emmanuel Collard      | Porsche 911 RSR                  | M       | 163   |
| 23       | LMGTE Am  | 75       | Prospeed Competition         | François Perrodo Matthieu Vaxivière Emmanuel Collard      | Porsche 4.0 L Flat-6             | M       | 163   |
| 24       | LMGTE Am  | 88       | Proton Competition           | Christian Ried Wolf Henzler Khaled Al Qubaisi             | Porsche 911 RSR                  | M       | 161   |
| 24       | LMGTE Am  | 88       | Proton Competition           | Christian Ried Wolf Henzler Khaled Al Qubaisi             | Porsche 4.0 L Flat-6             | M       | 161   |
| Ki       | LMGTE Pro | 97       | Aston Martin Racing          | Darren Turner Stefan Mücke                                | Aston Martin V8 Vantage GTE      | M       | 123   |
| Ki       | LMGTE Pro | 97       | Aston Martin Racing          | Darren Turner Stefan Mücke                                | Aston Martin 4.5 L V8            | M       | 123   |
| Ki       | LMP2      | 47       | KCMG                         | Matthew Howson Richard Bradley Alexandre Imperatori       | Oreca 03R                        | D       | 0     |
| Ki       | LMP2      | 47       | KCMG                         | Matthew Howson Richard Bradley Alexandre Imperatori       | Nissan VK45DE 4.5 L V8           | D       | 0     |
| Ki       | LMGTE Pro | 51       | AF Corse                     | Gianmaria Bruni Toni Vilander                             | Ferrari 458 Italia GT2           | M       | 0     |
| Ki       | LMGTE Pro | 51       | AF Corse                     | Gianmaria Bruni Toni Vilander                             | Ferrari 4.5 L V8                 | M       | 0     |